# Canyon Lake, Kalifornien
Canyon Lake är en stad (city) i Riverside County, i delstaten Kalifornien, USA. Enligt United States Census Bureau har staden en folkmängd på 10 805 invånare (2011) och en landarea på 10,2 km².